# جراحة جذرية

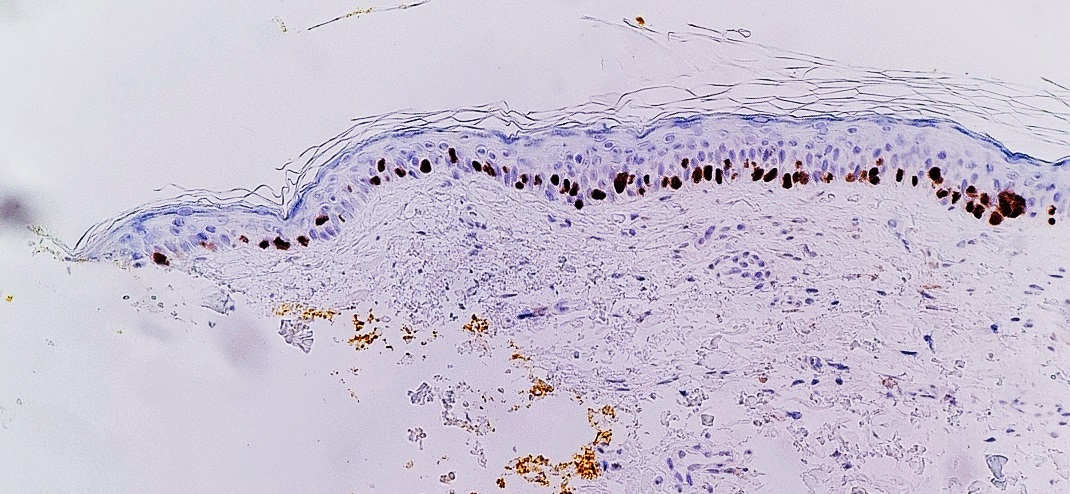

الجراحة الجذرية، ويُطلق عليها أيضًا الاستئصال الجذري، وتشير إلى استئصال شُعيرات الإمداد بالد] والعُقد اللمفاوية وفي بعض الأحيان البِنى المجاورة عضو مريض أو ورم أثناء الجراحة. ففي علم الأورام الجراحي تصف الجراحة الجذرية بطريقة متميزة عملية استئصال ورم ما أو عُقد لمفاوية تكتلية أو مُلحقة قد تؤدي إلى تلاشي التكتل تدريجيًا لأغراض تشخيصية و/أو علاجية، كما يحدث في عملية الاستئصال الجذري للثدي. 